# Академівські маніяки
Артем Олекса́ндрович Ануфрієв (нар. 4 жовтня 1992) та Микита Ва́хтангович Литкін (24 березня 1993 — 30 листопада 2021) — російські серійні вбивці, відомі також як «академівські маніяки» та «іркутські молоточники». У період з листопада 2010 року до квітня 2011 року вчинили 15 нападів в Іркутському Академмістечку, у тому числі 6 вбивств.
Затримати «молоточників» вдалося 5 квітня 2011 року, їм було пред'явлено звинувачення у скоєнні вбивств, пограбуванні, нарузі над тілами померлих та організації екстремістської спільноти. Судове слідство у справі тривало з серпня 2012 року до лютого 2013 року. 2 квітня 2013 року Іркутський обласний суд засудив Ануфрієва до довічного позбавлення волі, Литкіна — до 24 років позбавлення волі. 3 жовтня 2013 року Верховний Суд РФ затвердив довічний вирок Ануфрієву, а Литкіну скоротив термін ув'язнення до 20 років.
У 2016 році вже в місцях позбавлення волі Литкін здійснив ще один напад — на ув'язненого, а 30 листопада 2021 року покінчив там життя самогубством.

## Біографія

### Артем Ануфрієв
Артем Ануфрієв народився 4 жовтня 1992 року в Іркутську. Ріс без батька. Знайомі Ануфрієвих на суді описували Артема в дитинстві лише у позитивних тонах. Тим не менш, дитинство Артема було дуже складним у психологічному плані. На виховання підлітка величезний вплив мала його мати — Ніна Іванівна Ануфрієва, яка працювала бухгалтером у страховій компанії. За словами попереднього директора школи № 19, в якій навчався Ануфрієв, вона вчила сина ненавидіти людей. Коли Артему ставили погані оцінки у щоденник, його мати одразу писала заяву, в якій дорікала вчителів у психологічному тиску на сина, а якщо позначки виставлялися лише в журнал, то писала скаргу на приховування інформації. Зрештою, коли Артем навчався у 9-му класі, керівництво школи змушене було шукати нового вчителя з фізики, тому що попередня вчителька відмовилася займатися з класом, де навчався Ануфрієв.
Тим часом Ануфрієв добре навчався — йому давалися література та англійська мова, він брав участь у багатьох заходах та шкільних олімпіадах, 5 років відвідував музичну школу за класом гітари та контрабасу, а також співав та грав у місцевій музичній групі, яка розпалася після того, як її організатор виїхав з Іркутська  Однак з першого класу Ануфрієв був ізгоєм серед інших учнів, і тільки ближче до випускного класу, коли його однокласники подорослішали і стали дружнішими, Артемові вдалося зняти це клеймо; одночасно, будучи вже в 10-му класі, він втратив успішність і закінчив школу з трійковим атестатом. У випускному класі незадовго до закінчення однокласники зняли прощальний аматорський фільм, де був епізод, де учні по черзі розповідали про те, що таке, на їхню думку, щастя. Ануфрієв був єдиним, хто заявив, що не знає, що це. Він сказав: «Якщо чесно, я не знаю, що таке щастя. Але дуже хотілося б швидше дізнатися, що це » . Після школи Артем вступив до ІДМУ і одночасно пішов працювати підсобним робітником у художній музей.
На суді мати Артема розповіла, що одного разу він зазнав побиття з боку групи вірмен, кримінальну справу було заведено, «але в результаті нікого не покарали». Родині Ануфрієвих було перераховано грошову суму у розмірі 50 тисяч рублів як компенсацію за моральну шкоду, але, за словами його матері, Артем після цього випадку став дуже неврівноваженим. За деякими даними, Ануфрієв сам спровокував конфлікт, образивши вірменську сім'ю в соцмережі, після чого її представники викликали його на «розбірки», а кримінальну справу було припинено за примиренням сторін .
Ніна Ануфрієва висловлювалася проти дружби свого сина з Микитою Литкіним і вважала, що їх спілкування потрібно заборонити, тому що, на її думку, Микита міг погано впливати на Артема .

### Микита Литкін
Микита Литкин народився 24 березня 1993 . Його прадід і прабабуся були гідробудівниками і брали участь у будівництві Угличської та Іркутської гідроелектростанцій, мати Марина працювала продавцем у взуттєвому магазині, про батька відомо лише, що він за національністю осетин. Як і Артем Ануфрієв, Микита ріс без батька - той пішов із сім'ї, коли він був зовсім маленьким. Незабаром після цього батько повернувся до сім'ї, проте його депресія, викликана смертю першої дружини та самогубством першого сина, не дозволила йому налагодити контакт із Микитою. Після цього батько ще кілька разів залишав сім'ю і повертався, але Микита від цього все більше в ньому розчаровувався. Востаннє він бачився з батьком у 16 років, тоді їм просто не вдалося знайти спільних тем для розмови .
Зовні хлопчик поводився тихо і спокійно, але, за словами матері, ріс дуже замкнутим і некомунікабельним. Якщо до Литкиних приходили гості, то він вважав за краще не показуватися їм на очі і щоразу йшов до себе в кімнату. У дитинстві його часто ловили через те, що він розмальовував стіни в під'їзді їхнього будинку. У початковій школі Микита мав друга Артура Лисенка, який допоміг йому адаптуватися серед однолітків. «Він до нього як до речі ставився. <…> Микита не вмів відмовляти, не вмів говорити „ні“. Він не мав своєї думки. Я вчила його, що треба вміти сказати це "ні". І коли він навчився, то з Артуром вони розійшлися, не стали більше дружити», - розповідала згодом мати Микити .

«Я розлютився на всіх, втратив віру в себе, людей і справедливість. Ділився лише з Артемом. Він мене підтримував у всьому», — цитата з листа Литкіна, адресованого редакції газети «Іркутський репортер» у листопаді 2012 року

До п'ятого класу Микита добре навчався, мав зразкову поведінку, часто брав участь у творчих конкурсах та отримував похвальні грамоти, його захопленням були комп'ютерні ігри. У 2004 році на п'ятому році навчання Литкін за результатами тестування був зарахований до математичного класу, хоча до математичних наук не тяжів; у новий колектив Микита влитися не зміг.
З Артемом Ануфрієвим, який навчався на рік старше, Литкін познайомився на дні народження Лисенка. До того моменту Микита перебував у стані глибокої депресивної пригніченості, і лише Ануфрієву він наважився довірити всі свої проблеми, тому що у відповідь отримав з його боку підтримку. На думку матері Литкина, оскільки інші хлопці недолюблювали Артема, Микита поступово почав втрачати попередніх друзів — недоброзичливе ставлення до Ануфрієва стало поширюватися і на нього, проте сам підліток не переживав через це, вважаючи взаємини з попередніми друзями «дитячою несправжньою дружбою». Тим часом, Артур Лисенко на суді заявив, що Литкін втратив друзів внаслідок якоїсь швидкої метаморфози, яка виявилася в тому, що одного разу Литкін перестав, приходячи до школи, вітатися з кимось, а потім взагалі замкнувся в собі. На думку Лисенка, це було викликано тим, що Литкін дуже заздрив однокласникам із найбагатших сімей. Нелюдимість підлітка призвела до того, що однокласники почали задирати його; Лисенко на суді висловився, що конфліктів не було б, якби Литкин навчився б давати відсіч, але він натомість на всі шпильки відповідав «здохни».
Разом з Артемом Микита організував музичну групу, де складав музику. Спочатку гурт називався «Злі Гноми» і виконував музику в стилі панк. Незабаром Литкіним і Ануфрієвим була створена група під назвою «Розчленована Пугачова», яка виконувала музику в стилі нойз, нойзкор і грайндкор . У текстах обох груп були лише згадки про насильство та нецензурна лексика. Гурт «Розчленована Пугачова» записав низку альбомів та сплітів, а також низку відеокліпів, які згодом Литкін викладав в інтернет. Щоправда, про його захоплення, крім родичів, здогадувалися деякі його знайомі, оскільки сам він у суспільстві не виявляв жодних ознак агресії та садизму. За словами Ануфрієва, Микита часто не міг за себе постояти. На момент вбивств Ануфрієв був єдиним другом Литкіна, причому Литкін був до нього дуже прив'язаний . У свою чергу, для Ануфрієва Литкін також був на той момент єдиним другом .
У восьмому класі Микита почав прогулювати школу і, на відміну від Артема, відучився лише дев'ять класів, а потім двічі вступав у коледжі — спочатку до енергетичного, потім, у 2010 році — до будівельного. У першому випадку його відрахували за неуспішність, після того, як він не зумів здати першу сесію, у другому у Микити назрів конфлікт з одногрупниками, коли його почали ображати, і один із одногрупників почав заступатися за нього, але натомість вимагав гроші і викрадав речі з дому Микити. Мати Микити написала на нього заяву до міліції, але потім забрала її. Незабаром після цього Микита перестав ходити на заняття .
У дитинстві Микита з матір'ю упродовж двох років відвідував церкву; обидва вони хрестилися, проте з часом Марина все більше приділяла увагу роботі, і до церкви вони ходили все рідше. Потім Микита сам почав відкидати релігію. Якийсь час він займався музикою, малюванням і кікбоксингом, але поступово все це закинув і почав присвячувати весь вільний час регулярному відвідуванню соціальних мереж . З дитинства в нього спостерігалося відставання у психічному розвитку. Психологи радили Марині давати йому якомога більше свободи і не обмежувати його особистий простір, проте з віком стан психіки Микити погіршувався, і за кілька років до вбивств він почав соромитися матері, намагався, щоб їх ніколи не бачили разом.

## Злочини

### Передумови та мотиви
Ануфрієв був якийсь час учасником руху НС-скинхедів  (зокрема він брав участь і в «Російському Марші» в Іркутську в 2010 році), і в певних колах у нього було прізвисько «Фацик-нацик», але у виступах не брав участі і особливо. Литкін, на пропозицію Ануфрієва, також спілкувався з нацистами, але його не прийняли через його «ганьбливе» по батькові «Вахтангович» . Після арешту Артем говорив, що саме спілкування з неонацистами призвело до того, що він став чинити вбивства, хоча в їхньому суспільстві вони з Микитою надовго не затрималися, вважаючи їхню ідеологію надто пасивною і м'якою . Тодішній негласний лідер іркутських скінхедів на прізвисько «Бумер», з яким Ануфрієв у 2009 спілкувався кілька місяців, на суді сказав, що Артем скінхедом не був таким, тому що його погляди розходилися з їхньою ідеологією. За словами Бумера, Ануфрієв міг напасти тільки на тих, хто не міг дати відсіч.
Слідчий з особливо важливих справ регіонального управління Слідчого комітету Російської Федерації капітан юстиції Євген Карчевський, який проводив допит обох злочинців, у період слідства розповів, що все скочування життя Ануфрієва і Литкіна по похилій, починаючи зі вступу в угруповання скінхедів і закінчуючи вбивствами, мало мету привернути до себе увагу . Своєрідну роль також зіграло і те, що, коли вони перебували в неонацистській організації «Біла Сила», один з її членів, якийсь Максим на прізвисько «Фрідріх Обершульц» з Залізногірська, порадив їм прочитати книгу, назва якої в перекладі на російську мову звучить як «Народжені ненавидіти». Пара зацікавилася цією літературою, тому що виявила, що описаний там психологічний стан людини дуже схожий на їхню власну, і вони вирішили, що вони зможуть вирішити свої життєві проблеми так, як описано в книзі. Це зародило у них мізантропію. Тим часом доцент кафедри сучасної вітчизняної історії Іркутського держуніверситету Олександр Костров на суді сказав, що дії «молоточників» чітко вписуються в мізантропію  .
Мотивом також стало бажання наслідувати інших відомих серійних вбивць, згодом Ануфрієв і Литкин це підтвердили. Певну роль зіграв перегляд у 2007 році телепередачі про «битцевського маніяка» Олександра Пічушкіна, який скоїв кілька десятків убивств у Москві. Пара зацікавилася ним, і Ануфрієв створив у Мережі групу «Пічушкін — наш президент». 13 лютого, за день до річниці страти серійного вбивці Андрія Чікатіло, він виклав в інтернет його портрет із підписом «Андрій Романович. Сумуємо!». Крім цього, слід зазначити інтерес підозрюваних до так званих «Дніпропетровських маніяків» — Віктора Саєнка та Ігоря Супрунюка, а також до іркутської банди «Магія крові», вирок у справі якої було винесено 1 березня 2010 року.. Підозрювані відкрито висловлювали свої симпатії до лідера банди Костянтина Шумкова та до характеру діяльності банди в цілому, зокрема, Микитою Литкіним була створена група в одній із соціальних мереж під назвою «Іркутська антибомж-банда: „Магія крові“». Крім того, підлітки присвятили банді Шумкова один з альбомів своєї нойзкор групи «Розчленована Пугачова» під назвою «Магія крові», в інтродукції до якого відкрито заявили про свій намір продовжити справу Шумкова:
|  | Група «Розчленована Пугачова» стане продовжувачем справи «Магії крові» не лише в музичному сенсі, а й у справжньому сенсі. <…> У нашій групі не місце позерам. Допускаються лише ті, хто вершить долі бидла або лише збирається розпочати серйозні події. Якщо ти налаштований рішуче, тобі сюди. |

За три місяці до арешту сусіди Ануфрієвих почали чути з їхньої квартири дивні звуки. Артем кричав : «Я всіх ненавиджу!» і «Я вас уб'ю!» . Одночасно лунали дивні звуки, наче хлопець бив кулаками по стіні або кидався на неї тілом. Є припущення, що він бив матір, бо іноді сусіди чули «Відчепись від мене! Я тобі зараз знову вмажу!». Під час слідства Артем відверто зізнався, що його стосунки з матір'ю були настільки важкими, що в той період він побоювався, що не дотримається і вб'є її . У Литкіна теж спостерігалося схоже загострення: він майже перестав спілкуватися з сім'єю, посилилася депресія, почав страждати на безсоння .
У ході слідства Марина Литкина визнавала себе винною у причинах людиноненависництва її сина, сказавши: «Я завжди говорила йому, що у світі багато добра і добрих людей більше, ніж поганих, що треба навчитися прощати. Я намагалася оберігати його від неприємностей, доки могла, і тим самим зламала йому життя. Я перестала бути для нього авторитетом, тому що сама лише слабка жінка, яка нічого не досягла в житті, яка лише працювала з ранку до ночі, щоб якось вижити» .
За словами Ануфрієва, ідея вбивати належала Литкіну, також він стверджував, що, на відміну від Литкіна, не відчував від вбивств того задоволення або полегшення, на яке розраховував , і пішов на вбивства, тому що «повівся на забаганки» друга  «Буду прямо говорити — він лідер. Він не впливав, але був підбурювачем до злочинів», - говорив Артем . У ході слідства Ануфрієв стверджував у свідченнях, що в майбутньому планував переїхати до Санкт-Петербурга, де збирався продовжити вчиняти злочини; пізніше він відмовився від своїх слів.
За словами слідчого Євгена Карчевського, сам Литкін зізнавався, що не став би вчиняти вбивства поодинці, оскільки «одному не цікаво». "Ми з Артемом це робили - мені сподобалося", - розповідав він . У ряді інтерв'ю Литкин також заявляв, що, якби його не заарештували, продовжив би вбивати 
Серед слідчих мала місце думка, що в парі «Ануфрієв-Литкін» Ануфрієв був «мозковим центром» та «ідейним натхненником», а Литкин — «виконавцем», оскільки було встановлено, що всі ножові поранення жертвам було завдано Литкиним. Але під час арешту Ануфрієв в інтерв'ю «СМ Номер один» назвав Литкіна лідером та підбурювачем . Згаданий вище Бумер на суді заявив, що Ануфрієв був «надто жалюгідним», щоб бути лідером. За його словами, один раз їхнє угруповання напало на групу кавказців, при цьому Ануфрієв ніяк себе не виявив і пізніше втік. Тим не менш, пізніше було встановлено, що більшість перших ударів завдавав саме Литкін . Слідчий Максим Хом'як після винесення вироку взагалі сказав: «Ці підлітки замкнулися один на одному, бо підходили ідеально. Ануфрієв - лідер, який хотів, щоб його розуміли з напівпогляду. Литкін - виконавець, який мріяв про схвалення та визнання » .

### Хронологія нападів та вбивств

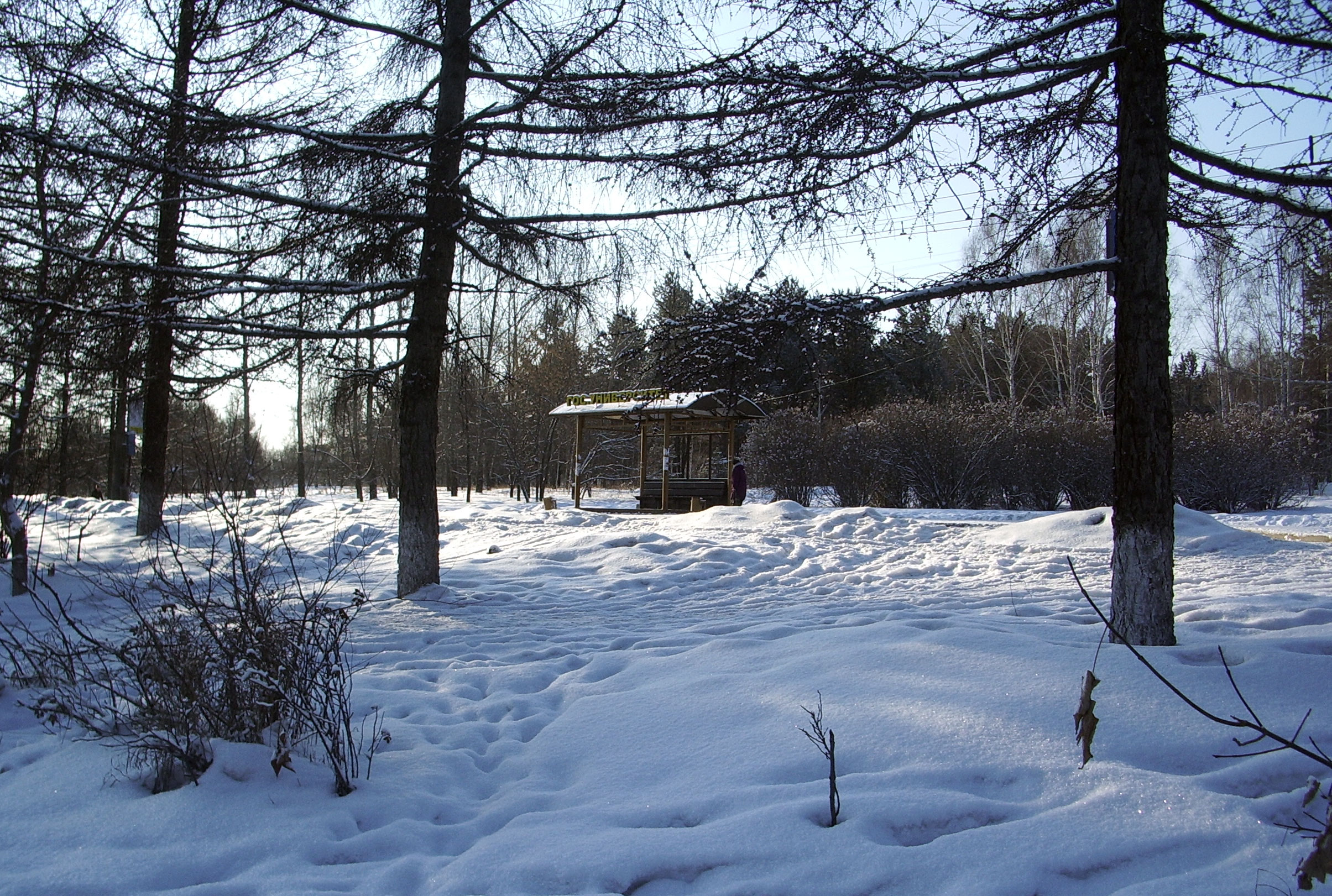
Зупинка громадського транспорту «Держуніверситет» в Академмістечку

У пошуках жертви Литкін і Ануфріїв ходили одним шляхом — від зупинки «Держуніверситет» до «Академмістечка» щодня з 18 до 22 години. Вони могли пропустити п'ять, десять чи двадцять людей у пошуках саме тієї жертви, яка, як вони вважали, їм підходила. Траплялося, що вони могли протягом тижня ходити цим маршрутом і ні на кого не напасти. Як заявив на суді слідчий Євген Карчевський, "це був позив, [в якому] вони прислухалися до внутрішнього голосу" . Для вбивств «молоточники» обирали суворо темний час доби: пізній вечір, ніч чи ранній ранок, знаючи, що їхні матері не підозрюють про їхню відсутність удома, оскільки обидві часто працювали ночами . На допитах Ануфрієв говорив, що удари в основному завдавав він, тоді як Литкін знущався з трупів. Добивали жертв вони вдвох, завдаючи 15, а то й 20 ударів . Оскільки Литкін і Ануфрієв завжди нападали на своїх жертв зі спини, ніхто з жертв «молоточників», що вижили, не зміг повідомити слідство яких-небудь конкретних подробиць, які могли б одразу викрити злочинців — всі вони в кращому разі бачили їх лише миттю і навіть не запам'ятали їхні голоси. 
1. 14 листопада 2010 року - напад на Анастасію Марковську[48]. Вісімнадцятирічна дівчина йшла із зупинки «19 школа» у бік селища Ново-Іркутське. Нападники розбили їй голову. Дівчина залишилася жива, тому що вбивць злякали (згідно з іншими даними, вона прикинулася мертвою [49]). Співробітники ОМ-2 УВС Іркутська не відкрили кримінальну справу, пославшись на те, що у Марковської нічого не вкрали, при тому, що вона навіть готова була описати прикмети нападників.[50] Тим часом, сама Марковська повідомила про те, що сталося на інтернет-форумі Академмістечка. Ануфрієв і Литкин, прочитавши повідомлення, самі почали листуватися з нею, особливо цікавлячись, що вона відчувала, коли її били. [51]
2. 24 листопада 2010 року - напад на жінку 46 років. Напавши, Ануфрієв і Литкін викрали її сумку. Справа була порушена, але лише за фактом пограбування, і цей напад ніяк не пов'язували з першим.[52]
3. 1 грудня 2010 року — цього дня Ануфрієв і Литкін вчинили відразу два напади і вперше вбили людину: спочатку вони напали на жінку, але їх знову злякали, і вони втекли, не вбивши її, а лише забравши її сумку (у сумці було всього 500 рублів; на ці гроші вони пізніше придбають киянки). Через деякий час вони побачили 12-річного Данила Семенова, який навчався у тій самій школі, що й вони. Семенов ішов кататися з гірки на снігокаті. Литкин, помітивши Семенова, запропонував Ануфрієву вбити його, потім той погодився. За словами Ануфрієва, Семенов сподобався Литкіну як слабка жертва, не здатна чинити сильний опір. Підстерігши дитину, Литкін оглушив його ззаду ударом киянкою по голові, а коли той упав, Ануфрієв продовжив бити його бейсбольною битою.[53] На руці Данила була знайдена гематома — очевидно, або він намагався закритися рукою від удару битої, або один із убивць різко схопив його за руку. Фіналом вбивства став складаний ніж, який Литкін всадив хлопчику в скроню по ручку. [54] Семенов був ще живий, коли його знайшов його молодший брат, який потім покликав батьків. Ануфрієв і Литкін у цей момент стояли неподалік, спостерігаючи за Семеновими, і мати Данила Світлана навіть помітила їх, але не загострила на них уваги. Викликана швидка допомога приїхала з невеликим запізненням через дорожні пробки, коли хлопчик уже помер. Експерти також порахували тоді справу нещасним випадком, списавши все на те, що хлопчик нібито на дуже великій швидкості врізався в березу, хоча ухил гірки, з якої він катався, становив всього 10 градусів, снігокат хлопчика був без будь-яких пошкоджень, і, за словами колишнього слідчого Максима Хом'яка, який займався цією нагодою, поряд на снігу взагалі не було нічого, об що Семенов міг би розбити голову.[55] Кримінальну справу порушувати не стали, через що смерть Семенова якийсь час не пов'язували з убивцями. Пізніше Литкин та Ануфрієв зізналися, що на хлопчику вони просто «потренувалися».
4. 16 грудня 2010 року — за двадцять метрів від місця, де було вбито Данила Семенова, було знайдено тіло Ольги Михайлівни Пирог (нар. 29 серпня 1941 року), провідного наукового співробітника НДІ сонячної та земної фізики. Жінка, як з'ясувалося, була вбита за тією ж схемою, що і Семенов, але цього разу з неї для якнайшвидшого вбивства перш ніж бити по голові, зняли шапку (пізніше так само чинили і з іншими жертвами).[56] На тілі жертви було нараховано 30 ножових поранень, але гроші та коштовності не зачепили. Оскільки смерть Семенова була визнана нещасним випадком, якийсь час помилково вважалося, що саме Пиріг була першою вбитою жертвою Ануфрієва та Литкіна. Цього разу під час обговорення, приготування та самого нападу злочинці вели аудіозапис. [57]
5. 29 грудня 2010 року — цього дня молоточники знову вчинили два напади: спочатку напали на Інесу Валентинівну Світлову, якій дивом вдалося врятуватися — вони тільки забрали у неї сумку, яку потім викинули. О 19 годині (через годину після нападу на Світлову) тренер місцевої спортивної школи 22-річна Катерина Карпова, будучи на 35-му тижні вагітності, разом зі своєю 5-річною сестрою Олею Аверіною поверталася додому — до приватного сектору неподалік Академмістечка. Біля залізниці вона зіткнулася з Ануфрієвим та Литкіним, але не звернула на них уваги, бо розмовляла мобільним телефоном. Молоточники напали на них, коли обидві перейшли залізницю. Оля зуміла втекти, хоча Литкін встиг ударити її в бік (пізніше у дівчинки діагностували велику гематому в районі плеча та печінки). Катерині, незважаючи на те, що вона кричала, що вагітна, переламали пальці і розбили голову, але машина, що раптово виїхала з-за найближчого кута, злякала вбивць, що врятувало Катерині життя і вагітність. У приймальному спокої лікарні, куди її доставили, Катерина зустрілася зі Світловою, яка мала аналогічні травми. [58]
6. 1 січня 2011 року напад на безпритульного. Близько 5 години ранку Ануфрієв і Литкін напали на безпритульного чоловіка, який знаходився один біля сміттєвих контейнерів поряд з будинком №319 по вулиці Лермонтова, завдали йому близько 40 ударів і проломили голову киянками.[59] Пізніше він помер у лікарні; його особу встановити так і не змогли, і в справі він значився як «труп №20».[60][61] За вбивство, внаслідок сфабрикованої справи, було засуджено невинного бездомного Володимира Базилевського, пізніше виправданого.
7. 30 січня 2011 року - напад на Олега Семенова. Студент Олег Семенов пізно вночі повертався додому з нічного клубу «Стратосфера», коли на нього напали Ануфрієв та Литкін. Семенов зумів втекти, пізніше лікарі діагностували у нього рвано-забиті рани голови, струс головного мозку та черепно-мозкову травму. [62]
8. 3 лютого 2011 року - напад на літню жінку; пізніше її було доставлено до лікарні з відкритою черепно-мозковою травмою.
9. Ніч з 8 на 9 лютого 2011 року Ануфрієв і Литкін напали на жінку, яка залишилася жива завдяки тому, що вбивць злякала машина, що проїжджала поряд. [63]
10. 21 лютого 2011 року - вбивство Олександра Петровича Максимова. Чоловік, який перебував у стані алкогольного сп'яніння, повертався із гостей від своєї сестри, коли на нього напали молоточники. У жертви було повністю розбито щелепу і голову: Литкін вистрілив йому в потилицю з пневматичного пістолета «Байкал», а Ануфрієв спробував витягти очні яблука потерпілого, але не зміг цього зробити через незнання анатомії людини [64], хоча газета «СМ Номер один» згодом навела слова Ануфрієва, сказані ним на слідчому експерименті — він стверджував, що очі вбитому намагався виколоти Литкін.[65] Максимова ховали в закритій труні і без голови, оскільки залишки черепа були збережені як речові докази. [66]
11. 27 лютого 2011 року - єдиний напад, скоєний Литкиним на волі поодинці; друге — на ув'язненого, він здійснить уже в місцях позбавлення волі. Цього разу Литкін не став шукати відокремлених місць — він напав на Ніну Кузьміну[67], що сиділа на лавці біля будинку 297 на вулиці Лермонтова. Він двічі вдарив її по голові, але жінка підняла шум, через що Олександр Червяков, що жив у сусідньому будинку, визирнув у вікно, і Литкін, злякавшись, втік, забравши з собою її мобільний телефон.[68]
12. Ніч з 10 на 11 березня 2011 року — вбивство Романа Файзулліна. Злочинці напали на бездомного чоловіка на ім'я Роман Файзуллін на стежці біля зупинки «Держуніверситет», неподалік будинку Ануфрієва. Ануфрієв двічі вистрілив жертві в обличчя з пневматичного пістолета, після чого вони вдвох із Литкиним відтягли тіло в кущі і стали ножами завдавати йому ударів по голові, в область паху та в груди. Литкін спробував відрізати кисть руки, але через те, що ніж був маленький, йому вдалося відрізати лише мізинець.[69] Пізніше Ануфрієв сфотографував труп, за яким тягнувся кривавий слід із вікна своєї квартири.[70]
13. Дата невідома — напад на бездомну жінку. Жертва залишилася живою, оскільки цього разу злочинців злякав співробітник поліції, який проживав поблизу і побачив те, що відбувається з вікон своєї квартири. [71]
14. Дата невідома — напад на жінку. Цього разу Ануфрієв і Литкін напали на свою жертву в місці, де через близькість людних місць з великою ймовірністю могли зустрітися випадкові перехожі в арці підворіття; на слідчому експерименті Ануфрієв повідомив, що при цьому нападі замість ножа використав викрутку. Побоюючись привернення уваги, нападники не стали вбивати жертву і втекли, забравши сумку.
15. 3 квітня 2011 року - останній напад і вбивство. Цього разу жертвою злочинців стала бездомна жінка — Алевтина Куйдіна, 1948 року народження.[72] Вона була вбита біля НДІ. Ануфрієв і Литкін спочатку вбили її, а потім зняли на відеокамеру свої знущання з тіла загиблої. На відеозаписі, зробленому Ануфрієвим, видно, як Литкін відрізав ножем жінці мочку вуха (пізніше вони підкинуть її на ганок школи №19, в якій навчалися)[73], після чого спробував відпиляти зап'ястя і вирізати очні яблука, але в нього це не вийшло, і тоді він з розмаху всадив жінці ніж у око, а потім почав наносити ножові поранення в обличчя. Цей відеозапис Ануфрієв пізніше надіслав своєму віртуальному «другу за інтересами» з Санкт-Петербурга Іллі Устинову, який вважав ролик млявим, але поширив його в Інтернеті; через це в Іркутській поліції деякий час проходила перевірка за фактом витоку інформації, оскільки з'явилася помилкова версія, що нібито ролик поширила по мережі сама поліція.[74]

### Питання про можливих спільників
У жовтні 2012 року на суді виступив 27-річний Володимир із Красноярського краю, який зізнався, що був другим «другом» Ануфрієва, з яким він зійшовся на ґрунті спільних екстремістських поглядів. Молодий чоловік повідомив, що свого часу Артем зізнався йому у трьох убивствах і навіть брав двічі на «полювання», яке, щоправда, обидва рази закінчилося нічим. Вперше Володимир погодився піти, бо не вірив, що за вбивствами стоять Ануфрієв і Литкін, а коли ж він зрозумів, що вони не брешуть, то не став повідомляти поліцію, бо побоювався, що вони вб'ють його або завдадуть шкоди його дівчині, яка жила по сусідству з Ануфрієвим. Володимир також розповів, що за кілька днів до останнього вбивства Литкін у зв'язку з досягненням повноліття отримав повістку в армію, на що Ануфрієв побіжно сказав Володимиру, що «Литкіна доведеться вбити, щоб той не спалився» .
6 березня 2013 року Литкін на суді несподівано заявив, що Ануфрієв не брав участі у чотирьох злочинах. Зокрема, за його словами, Ануфрієв не вбивав Ольгу Пирог, замість нього з Литкіним знаходилася інша людина, разом з якою він скоїв ще два злочини, а в четвертому до них приєднався ще один спільник; підсудний назвав їхні імена, але преса їх не оприлюднила, проте повідомила, що передбачуваний спільник четвертого злочину до цього проходив свідком. Розслідування було на межі поновлення, коли 13 березня Литкін, знову ж таки несподівано, зізнався, що жодних спільників у нього не було. Він відмовився повідомити, чому раніше обмовив невинних, однак у ЗМІ було висловлено припущення, що таким чином він хотів затягнути слідство. Його мати заявила, що він зробив це, щоб вигородити Ануфрієва — на побаченнях у СІЗО Литкін одного разу сказав матері, що «з Артема зробили диявола», а він, Литкін, «такий білий і пухнастий». Ануфрієв же заявив, що на Микиту тиснув слідчий, погрожуючи йому переведенням з одиночної камери. Мати Литкіна спростувала заяву Ануфрієва, сказавши, що у тих ранніх допитах, де вона була, слідчі її сина будь-коли тиснули, і що вона бачить сенсу у цьому, щоб вони тиснули на нього тепер. 

### Діяльність в Інтернеті
Крім скоєння нападів, Ануфрієв і Литкін вели активну діяльність у соціальних мережах. Цілком не таючись, вони описували власні злочини і навіть бравірували їх вагою. На своїх особистих сторінках у соціальних мережах Ануфрієв писав: "Ми боги, вирішуємо, кому жити, а кому померти". Юнаки також вели «вербувальні бесіди» з низкою користувачів, які відвідували їхні сторінки та групи. У листуванні з якимось Юрій Ануфрієв пропонував своєму співрозмовнику спробувати вбити двірника як «тренування» та «підготовку психіки»; в ході судового розгляду Артем заявив, що з його акаунта вів листування його знайомий, який має до нього доступ . Пізніше, коли під час слідства всі користувачі, з якими спілкувалися Ануфрієв і Литкін, були допитані, з'ясувалося, що більшість з них просто не вірила злочинцям, вважаючи, що вони приписують чужі злочини з метою привернути до себе увагу. Все листування Ануфрієва, вилучене в ході слідства, склало 8 томів у вигляді 4600 сторінок друкованого тексту, які залишалися засекреченими до закінчення судового процесу .

### Розслідування
11 березня, після того, як було знайдено тіло Файзуліна, в Академмістечку пройшов мітинг, присвячений тому, яких заходів треба вживати щодо подій, що відбуваються. На той час вже були відомості, що вік убивць від 16 до 18 років . Ануфрієв і Литкин також були присутні на зборах, пропонували ідеї та вели відеозйомку на мобільний телефон . В Академмістечку велося постійне патрулювання. Були створені спеціальні дружини, рівень злочинності помітно знизився , але докладені зусилля до упіймання вбивць не привели. Тим часом в Академмістечку спостерігалася паніка, викликана дезінформацією щодо вбивств, через що серед городян ходила найпоширеніша версія, що маніяк один і йому приблизно 30 років. Ануфрієв і Литкін так жодного разу й не потрапили під підозри, бо, за словами слідчого Максима Хом'яка, всі шукали чужих. А ці хлопці були в Академмістечку своїми» .

### Затримання та арешт
За кілька днів до арешту мати Литкіна знайшла в передпокої упаковку від ножа (за іншими даними - знайшла сам ніж у кишені його куртки). На питання про навіщо йому ніж, Микита відповів, що носить його для самооборони. На запитання, навіщо йому ніж, Микита відповів, що носить його для самооборони. Трохи пізніше він сказав своїй бабусі: "Я скоро пропаду" . Заарештували «молоточників» 5 квітня 2011 року, після того, як в Інституті органічної хімії, де тоді працювала бабуся Литкіна, роздали орієнтовні фотороботи. Бабуся Литкіна та її син Владислав, дядько молодого чоловіка, вивчивши їх, запідозрили недобре, і Владислав пішов до Литкіним у гості. Микити тоді не було вдома, але в нього саме в той момент була відеокамера дядька, в якій він необережно залишив флеш-карту із записом знущань над трупом Алевтини Куйдіної.  Побачивши запис, Владислав відніс камеру до поліції, і за півтори години «молоточники» було затримано співробітниками оперативно-пошукового відділу поліції № 2. Литкін на арешт відреагував спокійно, оскільки родичі вмовили його здатися. До півночі Литкин і Ануфрієв дали свідчення під протокол, у яких зізналися у п'яти вбивствах та шести нападах. Коли Ануфрієв підписав протокол, він, наслідуючи Пічушкіна, заявив слідчому Євгену Карчевському, який його допитував: «Як казав один герой, дайте мені склянку віскі та сигару — і ви дізнаєтеся стільки нового про це життя, що у вас волосся заворушиться на голові». Пізніше кількість злочинів збільшилася до шести вбивств та десяти нападів. Також Ануфрієв і Литкин додали, що ввечері цього дня вони планували чергове вбивство.
У період слідства в квартирі «Фрідріха Обершульця» (знайомий вбивцям ще з часів неонацистської організації і активне листування в інтернеті, що продовжував з ними), був проведений обшук, який нічого не дав, але Людмила Бегагоїна з «Іркутського репортера» заявила,  обшук  . При обшуку в квартирах Ануфрієва і Литкіна були знайдені 60-мм киянка, чотири зуби «перламутрово-жовтуватого кольору», чорна шапка з прорізами, пневматичний пістолет (Ануфрієв ховав його в електричній плиті ), складані ножі, відео матеріалами екстремістського характеру; під час суду державний обвинувач зачитав їх уголос . Мати Ануфрієва під час обшуків у їхній квартирі у присутності слідчого та оперативників знищила один із паперів, який явно могла скомпрометувати Артема . 
7 квітня 2011 року Свердловський районний суд Іркутська обрав запобіжний захід щодо Ануфрієва та Литкіна у вигляді взяття під варту терміном на два місяці. Згодом терміни утримання «молоточників» під вартою періодично продовжувалися: 6 червня 2011 року вони були продовжені до 6 жовтня через необхідність проведення судово-психіатричної експертизи, але 5 жовтня стало відомо, що терміни ув'язнення були продовжені ще на два з половиною місяці. 13 лютого 2013 року, коли вони вкотре закінчилися, адвокати Ануфрієва виступили з клопотанням, в якому попросили суд змінити йому запобіжний захід на підписку про невиїзд, а сам Ануфрієв заявив, що небезпеки для суспільства наразі більше не становить. Литкін жодних клопотань подавати не став. Суд не погодився з доводами захисту та продовжив обом термін ув'язнення під вартою до 13 травня. 
9 червня 2011 року ЗМІ опублікували відеозвернення Ануфрієва, записане ним за власним бажанням, де він вибачився перед потерпілими і радив батькам стежити за своїми дітьми, щоб надалі уникнути подібних злочинів  . Місяцем раніше було опубліковано відкритий лист Ірини Олексіївни Антипової, бабусі Микити Литкіна, в якому вона звинуватила інтернет та ЗМІ у пропаганді насильства.
5 липня 2012 року Слідчий комітет оголосив про закінчення слідства стосовно Литкіна та Ануфрієва . 10 серпня того ж року, обвинувальний висновок було затверджено .

## Суд

### Судове слідство
12 серпня 2012 року справу було передано до Іркутського обласного суду.
Офіційно судове слідство у справі тривало з 5 вересня 2012 року по 11 лютого 2013 року, за цей період було допитано 16 потерпілих та понад 50 свідків. 
5 вересня 2012 року почався розгляд справи, яка в результаті склала 49 томів (за іншими даними - 46  або 35  томів). На засіданні суд задовольнив клопотання Ануфрієва про вступ у справу ще одного адвоката, у зв'язку з чим судове засідання відкладено до 10 вересня ; таким чином, на процесі інтереси підсудних представляли три захисники (один - Литкіна, два інших - Ануфрієва) .
Засідання 10 вересня розпочалося з оголошення обвинувального висновку, який прокурор зачитував півтори години.   Усього Ануфрієву і ЛиткІну було пред'явлено звинувачення у шести вбивствах (частина 2 статті 105 КК РФ  ), дев'яти замахах (частина 3 статті 30 і частина 2 статті 105 КК РФ), трьох пограбуваннях (частини 1 і  нарузі над тілами померлих (частина 2 статті 244 КК РФ  ). Крім вбивств, «молоточникам» було інкриміновано створення екстремістського співтовариства (частина 1 статті 282.1 КК РФ ). Окремо Артему Ануфрієву було пред'явлено звинувачення за 14 епізодами у залученні до злочинної діяльності неповнолітнього (Литкіну протягом багатьох вбивств було 17)  . Ануфрієв відмовився визнавати провину за залучення, екстремізм, усі замахи, грабежі та знущання над трупом, а з висунутих йому шести звинувачень у вбивствах погодився лише з двома — із вбивствами Ольги Пирог та Алевтини Куйдіної. Литкін, навпаки, відкинув лише провину в екстремізмі .
В Іркутському слідчому ізоляторі № 1 Ануфрієв був поміщений в загальну камеру, Литкін - в двомісну . Хоча судово-психіатрична експертиза визнала обох осудними, в СІЗО Ануфрієв був поставлений на облік як схильний до членошкідництва та суїциду, і психологи проводили з ним окрему роботу.  На слідчому експерименті підозрюваних супроводжували двадцять оперативників через побоювання, що місцеві жителі влаштують над ними розправу. Батько Данила Семенова хотів бути присутнім на експерименті, але його не пустили, щоб уникнути спроби самосуду. Ануфрієв був присутній тільки на словесній перевірці експерименту, технічну перевірку проводили лише з одним Литкіним . Згодом підсудних помістили до різних одиночних камер, оскільки мала місце інформація про можливу розправу над ними .
Судовий процес проходив дуже важко у психологічному плані. Через широке розголошення кримінальної справи деякі свідки та потерпілі відмовлялися давати свідчення, інші не хотіли знову повертатися до трагедії. Під час суду кілька разів доводилося оголошувати перерву через те, що хтось із свідків непритомнів. Ануфрієв на суді перший час поводився дуже цинічно і ретельно конспектував опитування свідків, чим викликав їх невдоволення, але в якийсь момент втратив бадьорість і два рази розплакався прямо в залі та, нарешті, почав давати плутанні свідчення, намагаючись повісити всі вбивства на Литкіна. Показання Володимира (про те, що він знав про злочини, але мовчав через побоювання, що Ануфрієв уб'є його) викликали у Ануфрієва обурення і він спростував їх усі, згадавши, що Володимир свого часу нібито вбив кавказця, а заодно пропонував Артемові нанести увіч. Володимир у відповідь зізнався, що насправді збрехав про вбивство, щоб не впасти в очах неонацистів (за його словами, на момент суду він уже відійшов від них) і зрікся всіх звинувачень на адресу Ануфрієва , який під кінець суду став твердо наполягати, що причетний лише до вбивства Пиріг та Куйдіної. Литкін ж протягом усього суду виглядав відчуженим, поводився невиразно , один раз після 4-годинної дачі показань у нього розболілася голова, через що допит був перенесений на інший день, але під кінець розгляду почав видавати короткі відповіді з безліччю пауз .
16 жовтня 2012 року Ануфрієв прямо в суді завдав собі ріжучих ран у бічну частину шиї і подряпав живіт бритвою, яку проніс у носінні, коли його із СІЗО везли до суду.  Він не міг пояснити, навіщо це зробив. Його адвокат Світлана Кукарєва вважала це результатом сильного емоційного сплеску , який був викликаний тим, що його мати того дня вперше з'явилася в суді.  Засобами масової інформації згадувався випадок, коли Ануфрієв перед одним із засідань порізав собі шию шурупом, відкрученим від раковини в конвойному приміщенні. 

### Скарги Ануфрієва
6 листопада 2012 року Ануфрієв подав скаргу на оперативних співробітників та слідчих ОП-2 Академмістечка, звинувативши їх у жорстокому психологічному та фізичному поводженні під час арешту та не менш жорстокому поводженні під час перебування у камері. За його словами, зізнання у вбивствах він зробив під тиском поліцейських, а після події 16 жовтня в камері тимчасового тримання, в якій він перебував у період перерв у суді, конвоїри пристебнули його наручниками до ґрат вікна. Ануфрієв також подав скаргу на те, що не отримує на руки матеріали у його справі, і що 3 жовтня він з вини конвоїрів опинився в одному відсіку спецавтомобіля з парою скінхедів, які, також заарештованими, проходили свідками у його справі.  Проведена перевірка за фактом членоушкодження не виявила жодних порушень у діях поліції: було встановлено, що наручники застосовувалися до Ануфрієва відповідно до федерального закону «Про поліцію», і що в його особовій справі не було жодних відміток про необхідність окремого тримання від інших ув'язнених.  Тим не менш, його адвокати зазначали, що через кілька днів після арешту експертиза зафіксувала в Ануфрієва садна в області темряви, нанесену дотичним ударом твердого тупого предмета.
Із самого початку суду Ануфрієв твердо наполягав на своїй непричетності до вбивств (визнавши провину лише у вбивстві Пиріг і Куйдіної), посилаючись на те, що матеріалами справи його вина так і не була доведена. Коли Литкін заявив про непричетність Ануфрієва до чотирьох вбивств, останній почав клопотати про перевірку відвідування Литкіна слідчим та допит чергового конвою. Суд відмовив йому в цьому, натомість задовольнив клопотання обвинувачення — відтепер убивць із зали суду етапували окремо, виключивши при цьому їхнє спілкування один з одним. 

### Судові дебати та вирок
18 лютого 2013 року у справі Ануфрієва та Литкіна розпочалися судові дебати. Першим у дебатах виступив державний обвинувач, який з урахуванням усіх досліджених у судовому засіданні доказів і з урахуванням позиції підсудних просив суд визнати підсудних винними і засудити Ануфрієва до довічного позбавлення волі з відбуванням у виправній колонії особливого режиму, а Литкина — до позбавлень волі лише 5 років. колонії суворого режиму. Крім цього, прокурор зрештою відмовився пред'являти Ануфрієву звинувачення щодо залучення до злочинної діяльності неповнолітнього, обґрунтувавши свою відмову тим, що вікова різниця між Ануфрієвим і Литкіним становила лише півроку.
25 лютого у дебатах виступили захисники підсудних. Адвокати Ануфрієва попросили суд винести йому виправдувальний вирок, при цьому ті два епізоди вбивств, у яких він визнав провину, вони в розрахунок не брали, посилаючись на те, що під  вбивства бездомної жінки Ануфрієв весь час тримав камеру, а в аудіозаписі він вбив. У свою чергу адвокат Литкіна наполягав на скороченні терміну останнього до 20 років позбавлення волі.  2 квітня 2013 року Іркутський обласний суд засудив Ануфрієва до довічного позбавлення волі з відбуванням у колонії особливого режиму, Литкіна — до 24 років позбавлення волі, з яких п'ять років він мав провести у в'язниці, а решту—в колонії суворого режиму.  Вирок, що налічував близько 150 сторінок, зачитувався 8 годин, протягом яких один із присутніх у залі - чоловік, в період вбивств колишній серед дружинників, що патрулювали Академмістечко, - зомлів. Ануфрієв весь цей час байдуже дивився в підлогу, Литкін помітно нервував, але очі не опускав. Він залишився в такому стані навіть тоді, коли було зачитано його термін ув'язнення. Ануфрієв, навпаки, почувши вердикт судді, впав на лаву і заридав. Після оголошення вироку він крикнув потерпілим: «Ну що, задоволені?» (за іншими даними, його слова були адресовані слідчому Євгену Карчевському, який проводив їхній допит). 

## У в'язниці

### Ануфрієв
27 січня 2014 Ануфрієв був етапований в ІЧ-5 УФСІН Росії по Вологодській області, більш відому як «Вологодський п'ятак», де став наймолодшим на той момент ув'язненим. У квітні у нього взяли інтерв'ю журналісти «Комсомольської правди», в якому Ануфрієв дав зрозуміти, що зовсім не кається, винним себе не вважає і з вироком не погоджується. «Ваші колеги мені допомогли забратися сюди. Я дивлюся, вам весь час щось від мене треба», — заявив він, а потім повідомив, що надалі розмовлятиме з представниками преси, лише якщо йому платитимуть за це. Він додав, що його сім'я вживає різних заходів, завдяки яким він може отримати умовно-дострокове звільнення, але сам він на це не розраховує, а також зізнався, що в даний момент він пише книгу, не пояснивши, про що саме.
21 квітня 2016 року суд Іркутська частково задовольнив позов Ануфрієва щодо компенсації моральної шкоди та стягнув з міністерства фінансів Російської Федерації грошову компенсацію на його користь. Розмір компенсації не був озвучений, але було оголошено, що суд вважав запрошувану Ануфрієвим суму компенсації завищеною, тому вона була зменшена. 
У лютому 2017 року Ануфрієв знявся в репортажі для інформаційно-аналітичного шоу каналу НТВ «Правда Гурнова», де повідомив, що вивчає право в Латвійському університеті. 

### Литкін
Литкін до грудня 2013 року відбував термін у колонії Іркутської області, а потім був етапований до Республіки Якутія (Саха).  У 2015 році Литкін був переправлений до кемерівської виправної колонії № 41, де було проведено нову судову психолого-психіатричну експертизу, в ході якої було встановлено, що він страждає на важкі душевні розлади. У серпні 2016 року Заводський районний суд Кемерово ухвалив скасувати тюремне ув'язнення і направити його на примусове лікування в психіатричній лікарні, але до набрання чинності цим рішенням Литкін здійснив напад на іншого ув'язненого (завдав йому близько восьми ударів по голові металічним). пояснивши, що хотів убити цього ув'язненого, розраховуючи, що після цього буде засуджений до довічного ув'язнення і переведений до «Вологодського п'ята», де міститься Ануфрієв. Вердикт суду було анульовано та проведено нову експертизу, за підсумками якої 1 червня 2017 року Литкіна було визнано небезпечним рецидивістом, але оскільки постраждалий ув'язнений залишився живим, то суд засудив його до 11 років ув'язнення. 
У 2018 році Литкіна було етаповано в ангарську виправну колонію № 7.
28 листопада 2021 року під час ранкової перевірки його виявили в гуртожитку свого загону з перерізаними венами на руках.  Черговий фельдшер надав йому першу допомогу, після чого його доправили до міської лікарні Ангарська, де він і помер 30 листопада. Один з колишніх співкамерників Литкіна повідомив телеканалу Росія-24, що той зазнав тотального остракізму з боку інших ув'язнених і займав вкрай низьке становище в тюремній ієрархії , крім того, за твердженням слідства, незадовго до смерті він кілька разів погрожував накласти на себе руки і вимагав смяг. Грунтуючись на перерахованих вище фактах, слідство попередньо оголосило, що Литкин, найімовірніше, спробував лише інсценувати спробу самогубства і «перестарався».